# Ybryozoon conspicuum
Ybryozoon conspicuum är en mossdjursart som först beskrevs av Powell 1967.  Ybryozoon conspicuum ingår i släktet Ybryozoon, ordningen Cheilostomatida, klassen Gymnolaemata, fylumet mossdjur och riket djur. Inga underarter finns listade i Catalogue of Life.